# صبغت الله مجددي
صبغت الله مجددي (مواليد 1926) هو سياسي أفغاني، كان رئيس أفغانستان بعد سقوط حكومة محمد نجيب الله في أبريل 1992. قام بتأسيس جبهة التحرير الوطني الأفغاني، وشغل منصب رئيس لمجلس اللويا جيرغا سنة 2003 الذي وافق على دستور جديد في أفغانستان.